# 永郎站
永郎站（站牌彝文写作ꑿꇂ/yo lap）是一个成昆线上的铁路车站，位于四川省凉山彝族自治州德昌县永郎镇，建于1970年，目前为四等站，邮政编码为615512。目前客运办理旅客乘降，客运辐射会理市、会东县及米易县部分乡镇；货运办理整车货物发到，服务会理和会东，主要到发品为煤、矿石、矿建、粮食及化肥。
车站货场面积6116平方米，为成都局的战略装车点之一。其中仓库面积1580平方米，露天货区4536平方米。站内设有通往中铁西南国际物流、川投峨眉铁合金永郎矽石矿以及攀西永郎能源的专用线。

## 图片

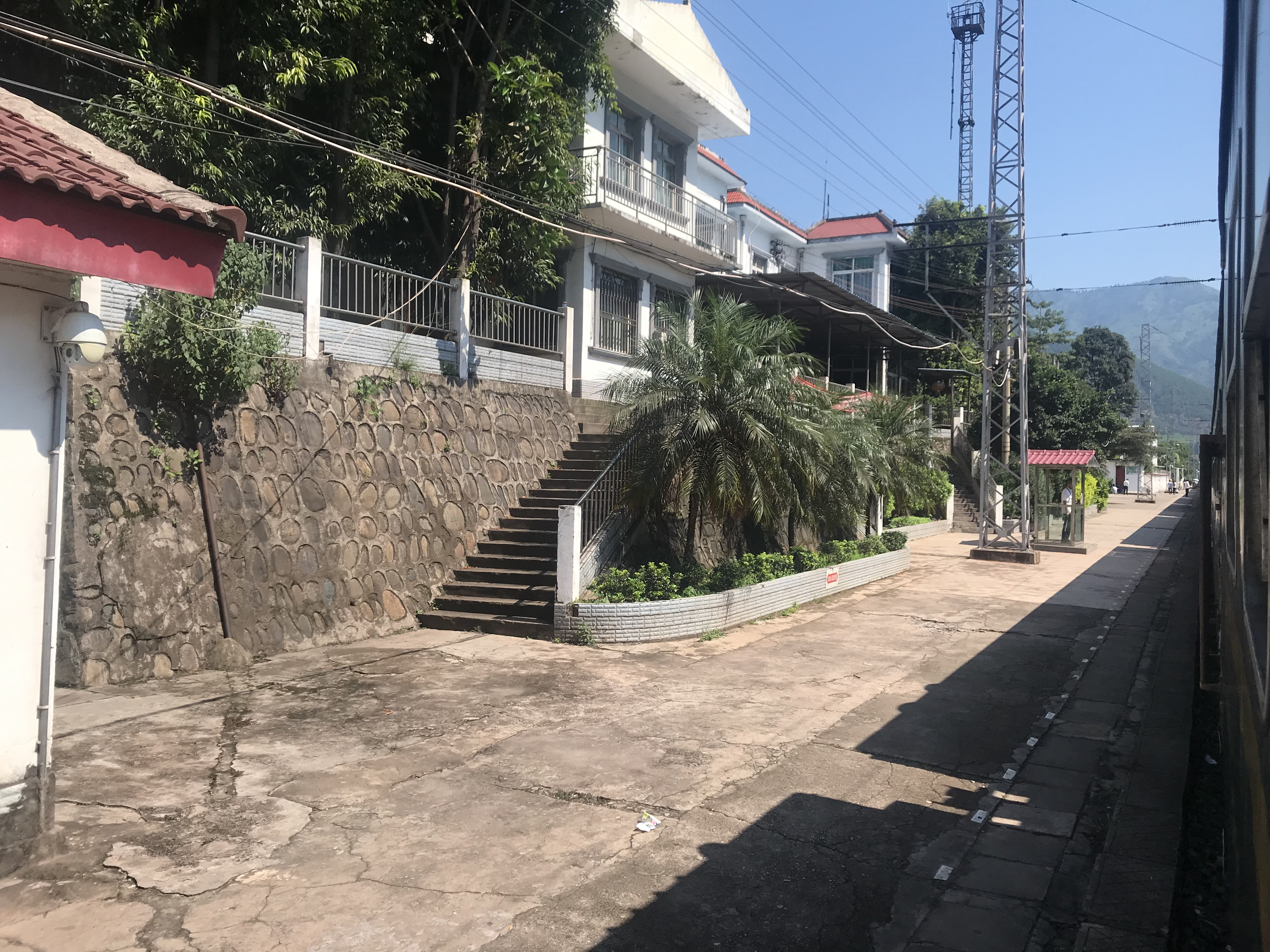
站舍建筑
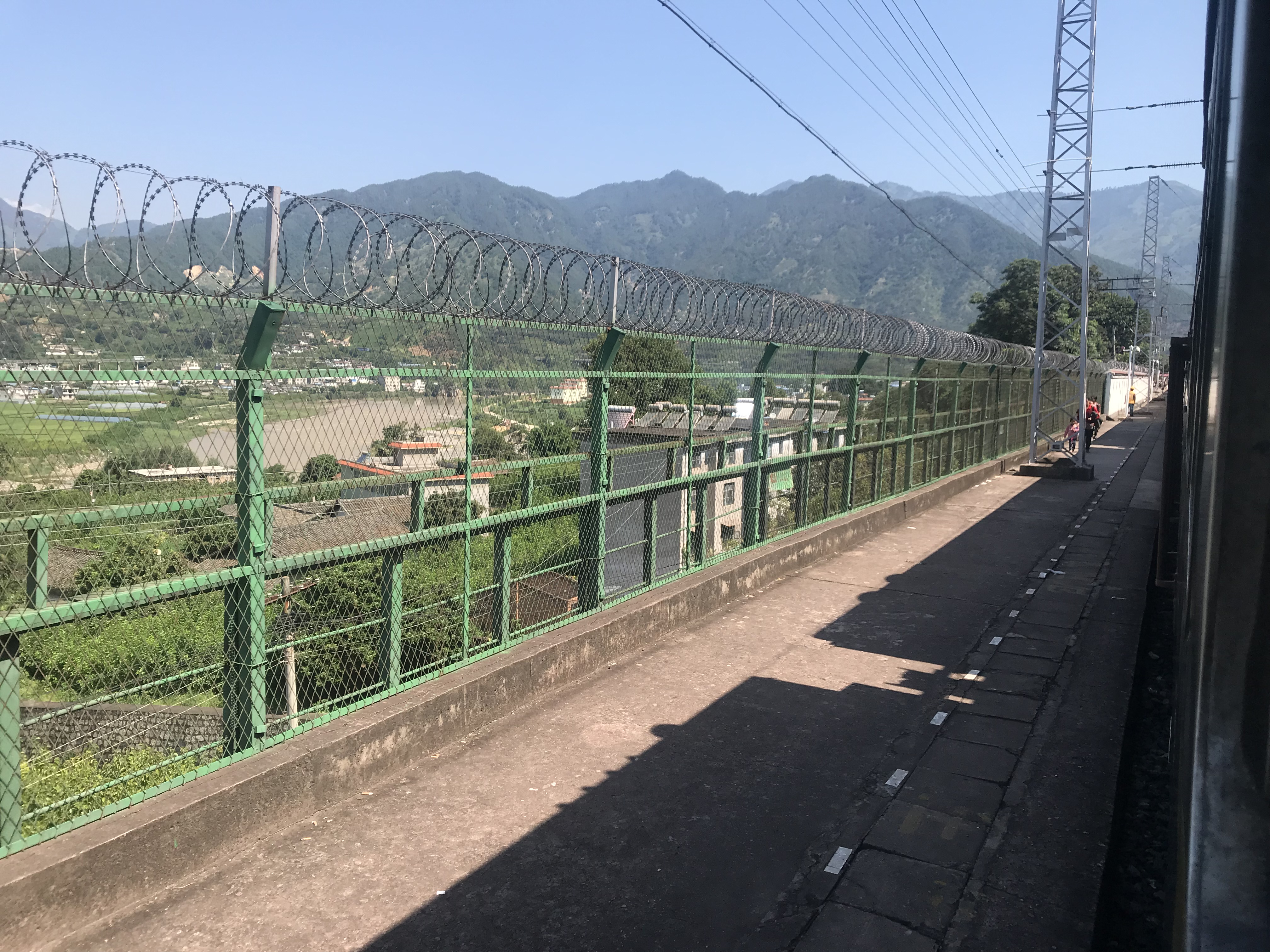
站台
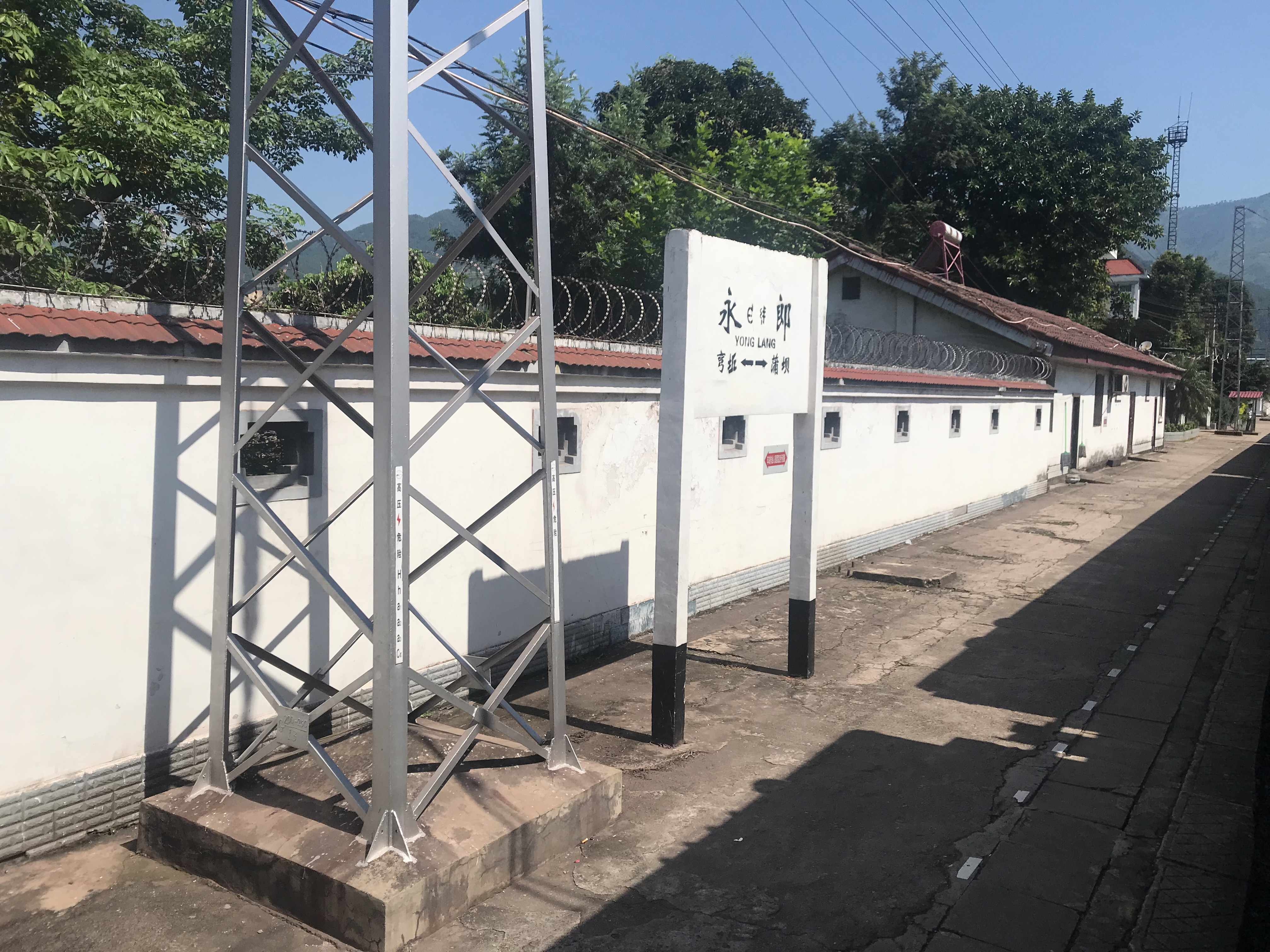
站牌
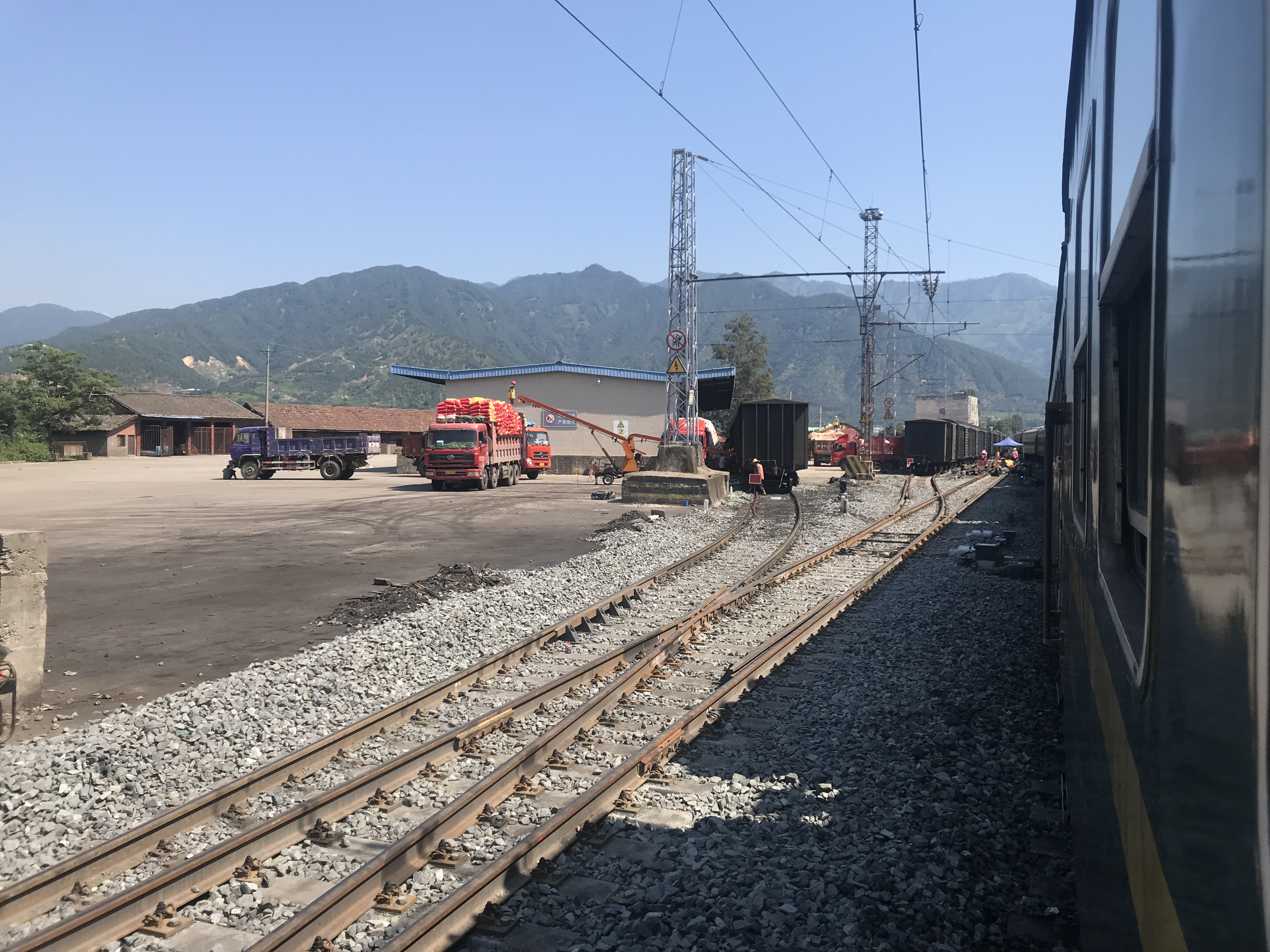
车站货场